# 国鉄タキ650形貨車
国鉄タキ650形貨車（こくてつタキ650がたかしゃ）は、かつて日本国有鉄道（国鉄）に在籍した私有貨車（タンク車）である。

## 概要
本形式は、プロピレンダイクロライド専用の35t 積タンク車として1964年（昭和39年））9月30日に1両（コタキ650）、1975年（昭和50年））5月12日に1両（コタキ651）の合計2両が三菱重工業の1社のみにて製作された。
記号番号表記は特殊標記符号「コ」（全長 12 m 以下）を前置し「コタキ」と標記する。
本形式の他にプロピレンダイクロライドを専用種別とする形式には、他に例がなく唯一の存在であった。
コタキ650の落成当時の所有者は、徳山曹達であり周防富田駅（現在の新南陽駅）を常備駅としていたが、その後1965年（昭和40年）4月30日に常備駅はそのままで周南石油化学へ名義変更した。コタキ651は落成時から周南石油化学が所有していた。
2車の外観は約11年間のブランクを経て製作されたため大きく異なる。コタキ650はドーム付き直円筒型のタンク体、コタキ651はドーム無し直円筒型のタンク体であり荷役方式は上入れ、下出し式である。
車体色は黒であり、寸法関係は全長は11,200mm、全幅は2,500mm、全高は3,818mm、実容積は30.3m3、自重は16.6t、換算両数は積車5.0、空車1.6であり、台車はベッテンドルフ式のTR41C、TR225である。
1978年（昭和53年）10月12日に2両そろって廃車となり同時に形式消滅となった。